# Sebastosema bubonaria
Sebastosema bubonaria är en fjärilsart som beskrevs av W. Warren 1896. Sebastosema bubonaria ingår i släktet Sebastosema och familjen mätare. Inga underarter finns listade.